# Kırıkköy-Menhire
 Die Kırıkköy-Menhire bilden im türkischen Thrakien, etwa zwei Kilometer südlich von Çömlekakpınar in der Gemeinde Lalapaşa, Provinz Edirne auf dem namengebenden Hügel mehrere Steinkreise. 
Sie wurden 1969 von R. Esin entdeckt, dessen Ergebnisse und Fotos im selben Jahr von Şevket Aziz Kansu veröffentlicht wurden. Kansu identifiziert sie als Reste eines Gräberfeldes unbekannten Datums. Die Menhire wurden von einem Team unter der Leitung von Mehmet Özdoğan und Rabia Erdoğu untersucht. 
Die zu mehreren Kreisen geordneten Kırıkköy-Menhire liegen auf dem Hügel Kırıkköy inmitten einer Ebene. Sie befinden sich auf einer ebenen Plattform und bedecken eine Fläche von 165 × 65 m. Die gesamte Gruppe wurde von einem ovalen Graben mit spitzen Enden markiert. Je ein Tumulus befindet sich an den spitzen Enden. Die Menhire bilden drei Gruppen, von denen zwei relativ gut erhalten sind, die dritte wurde durch landwirtschaftliche Nutzung zerstört. Manche Steine tragen 0,5 cm tiefe Schälchen und V-förmige Ritzungen.